# Stefan Fritsch
Stefan Fritsch (* 30. August 1907 in Meseritz; † nach 1949) war ein deutscher Jurist, u. a. Verteidiger während der Nürnberger Prozesse.

## Leben
Stefan Fritsch studierte an den Universitäten Köln, Berlin und Breslau. Am 20. August 1940 beantragte er die Aufnahme in die NSDAP und wurde zum 1. Oktober desselben Jahres aufgenommen (Mitgliedsnummer 8.350.269). Er wurde nach Kriegsende mit der Kategorie 4 „Mitläufer“ entnazifiziert.
Im Prozess Wirtschafts-Verwaltungshauptamt der SS (Fall 4 der Nachfolgeprozesse; USA gegen Oswald Pohl et al.), welcher ohne Revision von Anfang April 1947 bis Anfang November 1947 dauerte, war er bis 2. Juli 1948 Verteidiger von Johannes Baier. Baier wurde in drei Anklagepunkten für schuldig befunden und zu 10 Jahren Haft verurteilt, wobei er bereits 1951 vorzeitig aus der Haft entlassen wurde. 
Im Geiselmord-Prozess (Fall 7 der Nachfolgeprozesse; USA gegen Wilhelm List et al.), welcher von Mai 1947 bis Februar 1948 dauerte, war er Verteidiger des ehemaligen Oberbefehlshaber der 2. Panzerarmee in Jugoslawien Generaloberst Lothar Rendulic. Rendulic wurde in drei von vier Anklagepunkten für schuldig befunden und zu 20 Jahren Haft verurteilt, wobei er bereits 1951 vorzeitig aus der Haft entlassen wurde.
Im Wilhelmstraßen-Prozess (Fall 11 der Nachfolgeprozesse; USA gegen Ernst von Weizsäcker et al.), welcher von Januar 1948 bis April 1949 dauerte, war er Verteidiger des ehemaligen Reichsfinanzministers Johann Ludwig Graf Schwerin von Krosigk. Von Krosigk wurde zu 10 Jahren Haft verurteilt, wobei er bereits 1951 vorzeitig aus der Haft entlassen wurde.
Im darauffolgenden Prozess Oberkommando der Wehrmacht (Fall 12 der Nachfolgeprozesse; USA gegen Wilhelm Leeb et al.) war er Verteidiger des ehemaligen Oberbefehlshaber der 6. Armee, Generaloberst Karl-Adolf Hollidt. Hollidt wurde wegen Verbrechen gegen die Menschlichkeit für schuldig befunden und zu 5 Jahren Haft verurteilt, wobei er bereits 1949 vorzeitig aus der Haft entlassen wurde.